# Anthochortus crinalis
Anthochortus crinalis är en gräsväxtart som först beskrevs av Maxwell Tylden Masters, och fick sitt nu gällande namn av Hans Peter Linder. Anthochortus crinalis ingår i släktet Anthochortus och familjen Restionaceae. Inga underarter finns listade i Catalogue of Life.